# Transaqua

Transaqua (en rouge).

Le Transaqua est un projet de transfert d'eau interbassins au départ de certains affluents du fleuve Congo vers le lac Tchad, et ce  par un gigantesque canal qui utiliserait la vallée du fleuve Chari, principal tributaire du lac.
Longtemps en sommeil, ce projet connait au début de XXIe siècle un brusque regain d'intérêt étant donné l'urgence des problèmes qu'il est censé régler.

## Historique
L'idée avait déjà été soulevée par les Soviétiques dès les années 1970[réf. nécessaire], à la suite de la grave sècheresse qui sévit alors au Sahel africain et qui avait fait passer la surface du lac Tchad de quelque 22 000 km2 à environ 8 000 km2 en peu de temps. La crise, qui fit grand bruit à l'époque, semblait ne pas se régler et avoir des conséquences irréversibles de désertification de larges surfaces cultivables et cultivées jusqu'alors. 
Bientôt, les craintes des scientifiques sur l'effet de serre commencèrent à se répandre.
Simultanément, les précipitations semblaient augmenter dans la zone de la forêt tropicale humide de l'Afrique, et notamment dans le bassin versant du Congo. Les observations faites au Cameroun montrent d'ailleurs actuellement une extension de la zone des forêts vers le nord, et ce depuis plusieurs décennies.
L'idée fit alors son chemin d'un grand transfert d'eau, à partir des régions excédentaires du bassin versant du Congo vers les zones déficitaires du Sahel, entre les affluents nord du Congo et le bassin versant du Chari, et ce à travers la ligne de partage des eaux.
C'est en 1972 que Francesco Curato, CEO de BONIFICA S.p.A., une parmi les plus importantes sociétés d'ingénierie du groupe public IRI-ITALSTAT, conçut premièrement une hypothèse du projet.
Un document du 1982, rédigé par Marcello Vichi avec l'autorisation du nouveau CEO Renzo Rosi, comprit les études et le conseil des agences internationales. Cinq cents copies en trois langues, avec l'indication "BONIFICA SPA – IRI – ITALSTAT", furent distribuées aux pays intéressés, aux autorités italiennes et à de nombreux organismes internationaux.

## Buts recherchés
Le but principal de ce transfert est de restaurer et stabiliser la surface du lac Tchad, selon sa superficie des années 1960, et de permettre l'irrigation de surfaces encore plus vastes qu'alors dans la région, ce qui se comprend aisément, la population locale ayant au moins triplé depuis lors, ce qui nécessite des zones cultivées bien plus étendues qu'autrefois .
- Secondairement, ce transfert permettrait une importante production d'énergie hydroélectrique.
- On créerait aussi une importante voie navigable reliant le bassin du lac Tchad avec le réseau du fleuve Congo et, ultérieurement, les grands lacs et l'Afrique de l'est.

## Le projet de 1992
En 1992, la société d'ingénierie italienne Bonifica SpA formalisa à nouveau son projet, dans le but d'influer sur les participants au sommet de Rio de Janeiro. La brochure publiée s'intitulait « Transaqua : une idée pour le Sahel » . C'était l'époque des grands projets de transfert d'eau. Mais très vite l'intérêt par rapport aux problèmes de l'Afrique diminua, ce qui empêcha le financement d'études plus poussées destinées à vérifier la faisabilité du projet, lequel tomba en sommeil.

### Détails
Il s'agit de barrer les cours de plusieurs rivières importantes du nord-est de la République démocratique du Congo (ex-Zaïre) au moyen de barrages de régulation, et de soustraire une partie de leurs débits par un canal qui conduirait ces eaux vers la ligne de partage des eaux, à environ 600 mètres d'altitude. Une fois franchi ce seuil, les débits seraient acheminés, toujours par canal, dans le lit du Chari, et finiraient par alimenter par simple gravité le lac Tchad, ainsi que diverses surfaces irriguées (à équiper) dans les zones sahéliennes des pays riverains du lac. La différence de niveau entre les 600 mètres de la ligne de partage des eaux et les 280 m d'altitude du lac permettrait d'installer des barrages avec usines hydroélectriques. Enfin, l'ensemble constituerait une voie navigable importante.
Le volume de prélèvement prévu serait de l'ordre de 100 milliards de mètres cubes d'eau annuellement, c'est-à-dire plus ou moins 3 150 m3/s, débit qui ne nuirait pas trop au régime du fleuve Congo, puisqu'il ne s'agit que de quelque 8 % de son volume d'écoulement. Il s'agit cependant d'énormes quantités. Ce débit prélevé serait en effet supérieur à la moitié du volume d'eau produit naturellement chaque année en France métropolitaine (178,5 milliards de mètres cubes), ou égal à celui produit annuellement en Allemagne (107,5 milliards de mètres cubes), ou encore équivalent à deux fois le débit annuel du Nil au Caire, et nettement supérieur à celui du Rhin dans son cours inférieur.
Le canal serait suffisant pour irriguer six à sept millions d'hectares - outre la stabilisation de la surface du lac Tchad -. Il produirait quelque 30 à 35 milliards de kilowattheures par an.
Les travaux pourraient se réaliser par tranches successives, en commençant par les tributaires des bassins de l'Oubangui, de l'Aruwimi, du Lindi et du Lowa, tous affluents de droite du Congo dans le quart nord-est du Congo-Kinshasa et le sud de la Centrafrique.
La longueur totale du canal serait de plus ou moins 2 400 kilomètres.

## Évolution du projet Transaqua
Deux projets différents sont actuellement sur la table, tous deux prévoyant le transfert d'une partie des eaux de l'Oubangui par un canal de 1 350 kilomètres.
Il est à noter qu'avant tout il fallait convaincre la République démocratique du Congo et la République du Congo d'accepter le projet, le cours d'eau à détourner (l'Oubangui) prenant sa source en République démocratique du Congo puis formant frontière avec la Centrafrique puis avec la République du Congo. L'accord du Congo-Kinshasa est chose faite depuis 2005, avec la signature d'un accord par les présidents Joseph Kabila (pour la RDC), Idriss Déby (pour le Tchad) et François Bozizé (pour la Centrafrique),.
En mars 2008, le Nigeria, le Niger et le Tchad sont tombés d'accord pour aller de l'avant et financer des études pour transférer une partie des eaux de l'Oubangui,.
L'étude de faisabilité nécessite des moyens importants et le Nigeria, puissance pétrolière donc financière de la région, est prêt à y affecter cinq millions de dollars. Les quatre autres pays membre de la CBLT (ou Commission du bassin du lac Tchad), à savoir le Cameroun, la République centrafricaine, le Niger et le Tchad, apporteront ensemble un sixième million.
En 2009, la firme canadienne CIMA International, obtient un contrat de vingt-huit mois pour réaliser l’étude de faisabilité du projet entièrement financée par les pays membres de la CBLT pour un montant de 5,5 millions de $US. À la fin de ses travaux, cette firme intègre dans ses conclusions les travaux relatifs aux études d’impacts du projet Transaqua sur une partie du bassin du fleuve Congo tel que recommandés par la CICOS dont la République Démocratique du Congo est membre.
Du 29 au 31 octobre 2010, le Tchad et la CBLT organisent à N'Djamena le « Forum Mondial du Développement Durable sur la Sauvegarde du Lac Tchad ». Parmi les propositions adoptées lues par le Dr Abdullahi Umar Ganduje, Secrétaire exécutif de la CBLT, on note les suivantes :
- inscription du lac Tchad au Patrimoine mondial de l'Humanité ;
- travaux d’aménagement, de désensablement et de transfert des eaux de la rivière Oubangui vers le lac Tchad ;
- confirmation du début des études de faisabilité, malgré les difficultés financières de la CBLT.

En 2012, l'Institut Schiller, propriété de Mme Helga Zepp Larouche (épouse du célèbre milliardaire américain de la Fondation Larouche), renouvelait son soutien au projet Transaqua dans un élogieux article publié dans « Executive Intelligence Review ». En effet, cet institut considère le projet Transaqua comme « le début d’une renaissance africaine » et d’une « Révolution bleue ».
Les 4 et 5 avril 2014, une conférence sur le projet Transaqua s'est tenue en Italie respectivement dans les villes de Bologne et Rimini. Il s'agissait d'une table ronde des bailleurs de fonds pour le financement du plan quinquennal d’investissement 2013-2017 de la CBLT. Le ministre de l’Environnement, Conservation de la nature et tourisme de la RDC, interrogé au sujet du projet de transfert de l’eau de la rivière Oubangui vers le lac Tchad, a avoué que son pays était tenu à l’écart de la rencontre en Italie.
En février 2018, la conférence tenue à Abuja au Nigeria relance le projet évalué à 14 milliards de dollars. Bonifica, porteur du projet d’origine, s’est associé au géant chinois de l’énergie Power China mais les obstacles géopolitiques sont prégnants.

## Critiques et controverses
Le « World Wide Fund for Nature » (Fonds mondial pour la nature, en sigle WWF), d'un commun accord avec les pays riverains du lac Tchad, a classé entre 2001 et 2010 près de 2,6 millions d'hectares des zones humides autour du lac comme « aires protégées » pour les oiseaux migrateurs. Pour l'ONG américaine du développement durable, le projet Transaqua représente une menace certaine pour ces aires protégées autour du lac Tchad.
En juillet 2013, Mme Cristiana Muscardini, députée européenne, a posé les questions concernant le projet Transaqua. Au mois d’août 2013, le Commissaire au Développement de l’Union européenne, M. Andris Piebalgs répondant à une question écrite de juillet de la même année écrivait: « L'Union européenne est au courant de l’existence d’un projet de transfert d’eau de la rivière Oubangui vers le lac Tchad (Transaqua). Des études de faisabilité préliminaires ont cependant indiqué que le projet comporterait des risques environnementaux majeurs ».

## Dossier brûlant en République Démocratique du Congo: la guerre de l'eau appréhendée
Les termes de référence proposés par les concepteurs du projet Transaqua couvrent l’aspect géopolitique, technico-économique, financier, social et environnemental, etc. Le dossier est d’autant brûlant que les Congolais sont encore traumatisés par vingt ans de déstabilisation par des "voisins de l'est" (Rwanda, Ouganda, Burundi) portés à bout des bras par les Anglo-saxons. La nature occulte des cogitations, en l’absence du Congo et des Congolais comme si cette eau douce tant visée a cessé d’être leur propriété mais un « patrimoine universel », ces faits préparent les esprits à une confrontation de longue durée cette fois pour l'or bleu[non neutre].